# Noir Désir
Noir Désir és un grup de rock alternatiu francès nascut a Bordeus (Occitània) el 1985 de la mà del carismàtic Bertrand Cantat, el guitarrista Serge Teyssot-Gay, el bateria Denis Barthe i el baixista Fréderic Vidalenc (substituït el 1996 per Jean-Paul Roy). El seu nom significa "Negre Desig". Actius durant més de 20 anys, assoleixen l'apogeu de la seva carrera en els anys 1990. La música i les lletres d'aquest grup compromès transmeten una energia viva, vehement i apassionada.

## Història
El 1980 Bertrand Cantat i Serge Teyssot-Gay, ambdós a la mateixa classe de l'institut, decideixen començar a tocar junts. Denis Barthe se’ls uneix uns mesos més tard. La formació inicial del grup es completa amb el primer baixista, Vincent Leriche.
El 1982, aquest últim així com Serge Teyssot-Gray abandonen el grup amb la intenció de formar el duet B.A.M.. Fréderic Vidalenc, membre del grup Dernier Metro (Últim Metro) s'incorpora en tant que baixista i Luc Robene ocupa el lloc del guitarra. Bertrand Cantat abandona també el grup el 1983, però retorna sis mesos més tard, després d'haver estat reemplaçat per Emmanuel Ory-Weil, que esdevindrà el manager oficial del grup. Serge retorna també el 1985 i aquella formació romandrà estable durant deu anys.
Als inicis del grup, Cantat mostra clarament la seva admiració per Jim Morrison, poeta i cantant del grup The Doors, vestint per exemple pantalons de cuir i collarets indis. Aquesta influència es pot veure damunt dels escenaris amb comportaments extravagants del cantant. Fins i tot s'afirma que en algunes cançons que canta en anglès la seva veu s'aproxima a la del seu mentor.
El primer àlbum del grup surt al mercat el 1987. Es tracta d'un "mini-àlbum" produït per Théo Hakola, cantant del grup Passion Fodder. L'obra es titula Où veux-tu qu’je r’garde? (On vols que miri?). L'èxit arribaria el 1989 amb el següent treball, Veuillez rendre l'âme (à qui elle appartient) (entreguin l'ànima a qui li correspongui). Reben el premi "Bus d'acer" de la premsa especialitzada tant per l'àlbum com també per la cançó Aux sombres héros de l'amer (Als ombrívols herois de l'amarg), molt emesa per la ràdio francesa. Aquest èxit no és molt ben digerit per part del grup, que rebutja ser catalogat com un grup per a "mestresses de casa de 50 anys". Els següents dos àlbums, Du ciment sous les plaines (ciment sota les planes) el 1991 i Tostaky (contracció de l'expressió en castellà TOdo eSTÁ aQUÍ) el1993, cultiven una negror i una violència que els lliga a una esfera d'influència underground (donada la sonoritat purificada i profundament rocker de Tostaky). El grup va forjant el seu èxit damunt dels escenaris, en particular amb la gira que enregistraran sota el nom de Dies Irae (en llatí, el dia de la ira) de 1994, després de la qual Bertrand Cantat ha de ser operat per primera vegada de les cordes vocals degut als nombrosos i forts udols que imprimeix en la major part de les cançons.
Després d'aquest període frenètic, apareixen certes desavinences artístiques en el si grup que condueixen a què el baixista Fréderic Vidalent abandoni definitivament Noir Désir i el seu lloc sigui ocupat per Jean-Paul Roy. El 1996 el grup torna als escenaris amb 666.667 Club. Segueixen amb el seu rock personal i aconsegueixen un enorme èxit mediàtic amb temes políticament polèmics com Un jour en France (Un dia a França) o L'Homme pressé (L'Home amb pressa), premi Victories de la musique a la millor cançó de l'any 1998. El grup assumeix millor la seva fama que li permet de defensar causes associatives i no allunyar-se del seu públic. La gira acaba de nou igual per a Cantat amb una nova operació de les cordes vocals.
El grup arriba a la maduresa i s'obren nous horitzons. El 1997 publiquen un àlbum de remescles, One Trip / One Noise (Un viatge / Un soroll) amb versions retocades del seu propi repertori i l'any 2000 treuen el triple disc-recopilatori Long Box (Gran Caixa). Un any més tard graven el seu darrer àlbum d'estudi fins al moment: Des visages, des figures (rostres, figures). Aquesta obra compta amb nombrosos artistes convidats: Manu Chao, Nicolas Sansano, Akosh Szelevényi, Bob Coke, Brigitte Fontaine i durant tota la següent gira Christophe Perruchi els acompanya als teclats. Abandonant en part la violència elèctrica de les dues obres precedents en favor d'unes tonalitats més melodioses i dolces, l'àlbum és ben rebut per la crítica i sobretot pel públic. El single Le vent nous portera (El vent ens portarà), amb la col·laboració de Manu Chao, és tot un èxit i se situa en tercer lloc a les llistes franceses.
Més enllà de l'evolució purament musical, Noir Désir es caracteritza per uns textos elaborats, escrits per Bertrand Cantat, on es mesclen homofonies, nombrosos i subtils jocs de paraules i comèdies per formar una prosa poètica d'una riquesa i força molt particulars. Difícils de classificar en un gènere específic, es podria considerar que formen part d'un rock alternatiu o encara més concretament d'una forma d'art-rock amb arrels provinents del punk, de la música ètnica, de la new wave i del rock progressiu.

## Actualitat
L'any 2003 Bertrand Cantat colpejà brutalment la seva companya, l'actriu Marie Trintignant, en una habitació d'hotel a Vílnius, Lituània, on aquesta estava rodant una pel·lícula. L'actriu morí després de passar cinc dies en coma i Cantat fou condemnat a vuit anys de presó. Després de complir quatre anys de pena a la presó de Muret, prop de Tolosa de Llenguadoc, el 15 d'octubre de 2007 va sortir en llibertat condicional.

## Discografia

### Àlbums
- Où veux tu qu'je r'garde? (1987)
- Veuillez rendre l'âme (à qui elle appartient) (1989)
- Du ciment sous les plaines (1991)
- Tostaky (1993)
- Dies Irae (live) (1994)
- Compilation (1995)
- 666667 Club (1996)
- One Trip / One Noise (1997)
- Long Box (2000 - recopilatori)
- Des visages, des figures (2001)
- Noir Désir en public (CD) i Noir Désir en images (DVD) (2004)
- Noir Désir en public (live) (2005)

### Singles
- Où veux-tu qu'je r'garde? (1987)
- Toujours être ailleurs (1987)
- Aux sombres héros de l'amer (1989)
- Les Écorchés (1989)
- Tostaky (le continent) (1992)
- Versions (1992)
- Lolita nie en bloc (1993)
- Ici Paris (1993)
- Marlène (live) (1994)
- À ton étoile (1997)
- L'Homme pressé (1997)
- One trip one noise (Treponem pal mix by Rasboras Inc) (1998)
- Fin de siècle (G.L.Y.O.) (Andrej mix) (1998)
- Le vent nous portera (2001)
- Lost (2002)
- Noir désir live (2005)